# George Campbell Macaulay
George Campbell Macaulay (Hodnet, 6 de agosto de 1852 — Great Shelford, 6 de julho de 1915), mais conhecido como G. C. Macaulay, foi um notável estudioso inglês.

## Família
Macaulay nasceu em 6 de agosto de 1852, em Hodnet, Shropshire, Inglaterra, sendo o filho mais velho do Rev. Samuel Herrick Macaulay, que era reitor em Hodnet. Sua família descendia por linhagem masculina da família Macaulay de Lewis. Em 1878, George casou-se com Grace Mary Conybeare, filha do Rev. W. J. Conybeare. Juntos, o casal teve cinco filhos — dentre eles: Rose Macaulay (nascida em 1881), autora inglesa que foi designada pela Ordem do Império Britânico em 1958.

## Educação, carreira e morte
Macaulay frequentou o Colégio Eton e a faculdade Trinity, em Cambridge. De 1901 a 1907, foi professor de língua e literatura inglesa na Universidade de Gales, em Aberystwyth. Em 1905, deu aulas de inglês em Cambridge. Também foi o editor da Modern English Review. Por um tempo, residiu com sua família em Varezze, uma vila de pescadores na Itália, devido à saúde precária de uma das filhas. Macaulay faleceu na sua residência em Southernwood, Great Shelford, Cambridgeshire, no dia 6 de julho de 1915.

## Publicações
Macaulay publicou várias obras, das quais a seguir estão disponíveis on-line:
- Herodotus (1890).  Macaulay, G. C., ed. The History of Herodotus, translated into English. 1. Londres: Macmillan and Company
- Herodotus (1890).  Macaulay, G. C., ed. The History of Herodotus, translated into English. 2. Londres: Macmillan and Company
- Tennyson, Alfred (1892).  Macaulay, G. C., ed. Gareth and Lynette, with introduction and notes. Londres: Macmillan and Company
- Tennyson, Alfred (1893).  Macaulay, G. C., ed. The Holy Grail. Londres: Macmillan and Company
- Tennyson, Alfred (1895).  Macaulay, G. C., ed. Guinevere. Londres: Macmillan and Company
- Herodotus (1896).  Macaulay, G. C., ed. Herodotus: Book III. Londres: Macmillan and Company
- Arnold, Matthew (1896).  Macaulay, G. C., ed. Poems by Matthew Arnold, selected and edited. Londres: Macmillan and Company
- Macaulay, G. C., ed. (1899). The Complete Works of John Gower, edited from the manuscripts with introductions, notes, and glossaries. 1. Oxford: The Clarendon Press
- Macaulay, G. C., ed. (1901). The Complete Works of John Gower, edited from the manuscripts with introductions, notes, and glossaries. 2. Oxford: The Clarendon Press
- Macaulay, G. C., ed. (1901). The Complete Works of John Gower, edited from the manuscripts with introductions, notes, and glossaries. 3. Oxford: The Clarendon Press
- Macaulay, G. C., ed. (1902). The Complete Works of John Gower, edited from the manuscripts with introductions, notes, and glossaries. 4. Oxford: The Clarendon Press
- Froissart, Jean (1908).  Macaulay, G. C., ed. The Chronicles of Froissart. Londres: Macmillan and Company
- Macaulay, G. C., ed. (1908). James Thomson. Londres: Macmillan and Company
- Macaulay, George Campbell (1883). Francis Beaumont: A Critical Study. Londres: Kegan Paul, Trench & Company